# ヤマハ・V-Star

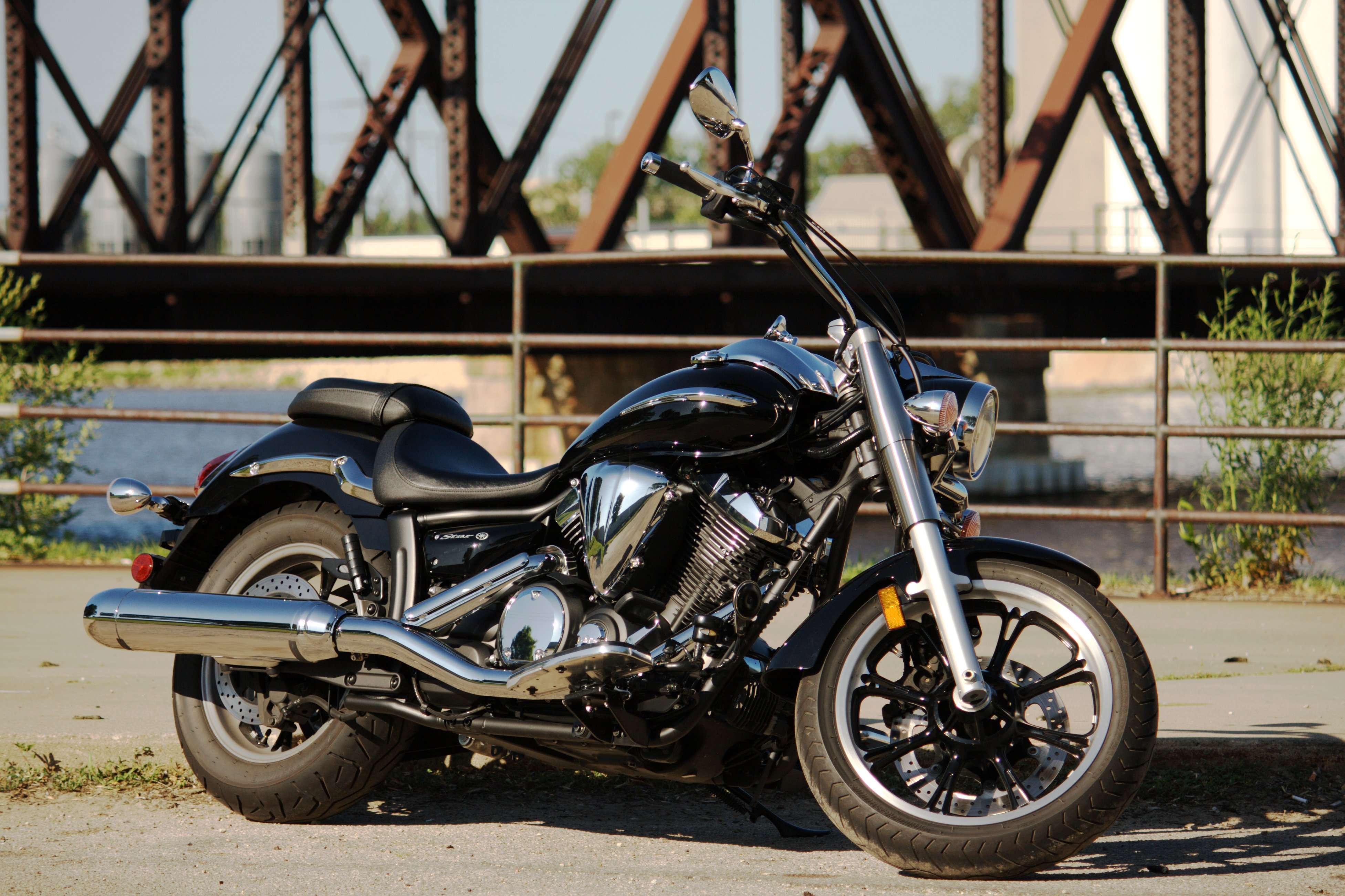
V-Star 950

Vスター（V Star）は、ヤマハ発動機が製造販売しているクルーザー（アメリカン）タイプのオートバイシリーズ。
北米市場向けの輸出専用モデル名称として、排気量別に数車種が販売されている。
本稿では、北米市場を中心とした「スターモーターサイクルズ (Star Mortorcycles)」ブランドについても併せて解説する。

## 概要
「Vスター」シリーズは、北米市場専用の車種名である。
日本国内仕様モデルや欧州一般仕様モデルとは異なる名称を販売名とし、おもに XVS 系モデルからなる独自のシリーズを展開している。
シリーズのラインナップとしては、1996年に発売された1100ccクラスと650ccクラスのドラッグスター、2008年モデルから名称変更を受けた250ccクラスのビラーゴ、2007年モデルとして登場した1300ccクラスと2009年モデルとして登場した950ccクラスのミッドナイトスターなど、これらのモデルを統合することにより構成されている。

## モデル一覧

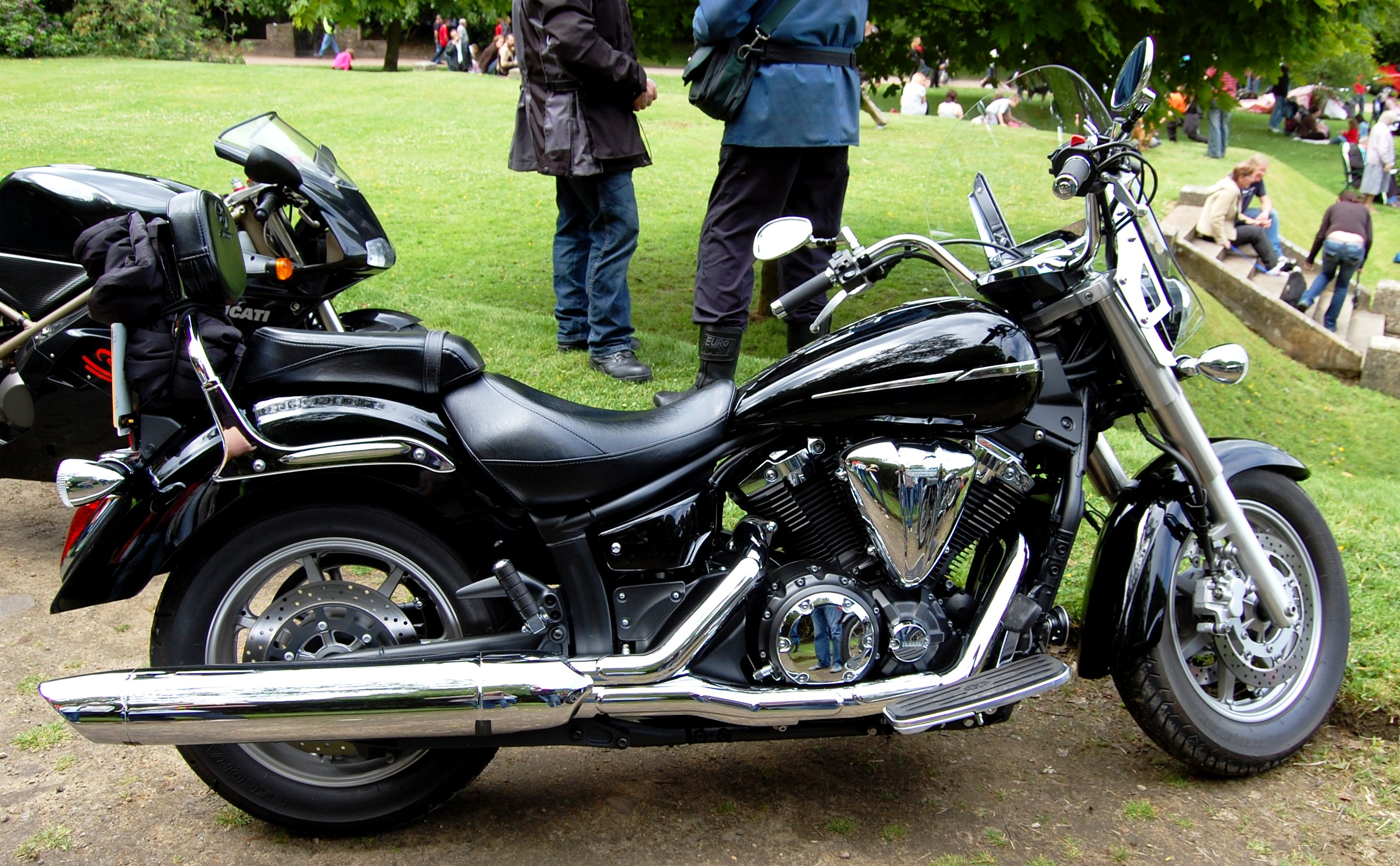
V-Star1300（XVS1300）
※純正シーシーバーと非純正ウインドシールドを装備。

※以下に示す「年」は原則として「○○○○年モデル」（モデルイヤー）を指す。仕様変更なしで継続販売された場合は特記。
- V Star 1300（2007年[3] - ）：XVS1300Aミッドナイトスター相当[5]。
- V Star 1300 Tourer（2007年[6] - ）
- V star 1300 Delux（2013年[7] - ）：XVS1300CFD相当[8]。

- V Star 1100 Classic[注 1]（2006年[9] - 2009年[10]）※2012年段階まで販売継続[10]：XVS1100Aドラッグスタークラシック相当[11]。
- V Star 1100 Custom[注 1]（2006年[12] - 2009年[13]）※2011年段階まで販売継続[13]
- V Star 1100 Silverado[注 1]（2006年[14] - 2009年[15]）※2012年段階まで販売継続[15]

- V Star 950（2009年[4] - ）：XVS950Aミッドナイトスター相当[16]。
- V Star 950 Tourer（2010年[17] - ）

- V Star Classic[注 1]（2006年[18] - 2010年[19]）※2011年段階まで販売継続[19]：XVS650Aドラッグスタークラシック相当[20]。
- V Star Custom[注 1]（2006年[21] - ）
- V Star Silverado[注 1]（2006年[22] - 2010年[23]）※2011年段階まで販売継続[23]

- V Star 250（2008年[2] - ）：XV250ビラーゴ相当[24]。

## スターモーターサイクルズ
「スターモーターサイクルズ」は2005年より始動したヤマハUSAのクルーザーモデル専用ブランドである。
従来のロイヤルスター、ロードスター（XV1700系）、Vスター（日本国内版のドラッグスターに相当）、ビラーゴ（2008年以降はVスターに編入）、V-MAXのラインナップ構成を刷新し、1900ccクラスのロードライナーとストラトライナー（欧州一般仕様のXV系ミッドナイトスターに相当）を加え、XV1700シリーズのウォーリアをロードスターから独立させた新ラインナップで構成された。
後に、1300ccクラスと950ccクラスのVスター（欧州一般仕様のXVS系ミッドナイトスターに相当）を加え、XV1900系の派生モデルとなるレイダー、XVS1300系の派生モデルとなるストライカーなどが登場した。
また2013年には、日本国内仕様としても発売された950ccクラスの新型機種ボルト（2014年モデル）がラインナップに加わっている。

### ラインナップ一覧
※以下に示す「年」は原則として「○○○○年モデル」（モデルイヤー）を指す。仕様変更なしで継続販売された場合は特記。
1900ccクラス
- Stratoliner[注 2]（2006年 - 2009年）※2012年段階まで販売継続
- Stratoliner S[注 2]（2006年 - 2014年）※販売中
- Stratoliner Midnight[注 2]（2006年 - 2008年）※2010年段階まで販売継続
- Stratoliner Delux（2010年 - 2014年）※販売継続中

- Roadliner[注 2]（2006年 - 2007年）※2012年段階まで販売継続
- Roadliner S[注 2]（2006年 - 2014年）※販売中
- Roadliner Midnight[注 2]（2006年 - 2009年）※2012年段階まで販売継続

- Raider（2008年 - 2017年）
- Raider S（2008年 - 2017年）
- Raider （2012年 - 2017年）
- Raider Bullet Cowl（2015年 - 2017年）

1700ccクラス
- Road Star[注 1]（2006年 - 2009年）※2012年段階まで販売継続
- Road Star Midnight[注 1]（2006年 - 2007年）※2008年段階まで販売継続
- Road Star S（2008年 - 2014年）※販売中

- Road Star Silverado[注 1]（2006年 - 2010年）※2011年段階まで販売継続
- Road Star Midnight Silverado[注 2]（2006年 - 2007年）※2008年段階まで販売継続
- Road Star Silverado S（2008年 - 2014年）※販売中

- Warrior[注 3]（2006年 - 2009年）※2010年段階まで販売継続
- Midnight Warrior[注 2]（2006年 - 2009年）※2012年段階まで販売継続[27]

- V-Max (3UF)[注 1]（2006年 - 2007年）※2008年段階まで販売継続。2008年段階でVMAX（2009年モデル）へ機種転換。
- VMAX (RP22J)（2009年 - ）

1300ccクラス
- V star 1300 / V star 1300 Tour / V star 1300 Delux：各モデルの詳細は「#V-Starモデル一覧」を参照。
- Royal Star Venture（2006年 - 2009年）※2011年段階まで販売継続
- Royal Star Venture S（2010年 - 2013年）※販売中
- Royal Star Tour Deluxe（2006年 - 2009年）※2012年段階まで販売継続
- Stryker （2011年 - ）
- Stryker Bullet Cowl（2015年 - ）

1100ccクラス
- V star 1100 / V star 1100 Custom / V star 1100 Silverado：各モデルの詳細は「#V-Starモデル一覧」を参照。

950ccクラス
- V star 950 / V star 950 Tour：各モデルの詳細は「#V-Starモデル一覧」を参照。
- Bolt（2014年 - ）

650ccクラス
- V star Custom / V star Classic / V star Silverado：各モデルの詳細は「#V-Starモデル一覧」を参照。

250ccクラス
- Virago 250[注 1]（2006年 - 2007年）※2008年段階まで販売継続。2007年発売のVスター250（2008年モデル）とは一時期において並行ラインナップ。
- V star 250：モデルの詳細は「#V-Starモデル一覧」を参照。